# 知らない国の物語
『知らない国の物語』（しらないくにのものがたり）は、川瀬夏菜による日本の少女漫画である。

## 概要
月刊少女漫画雑誌「LaLa」で2001年（平成13年）9月号から2002年（平成14年）8月号まで連載し、途中から「LaLa DX」で2002年（平成14年）9月号から2003年（平成15年）3月号まで連載。全9話。単行本は全3巻。
当初は読み切りの予定だったが、後に長期連載となった。

## あらすじ
どこかの世界にある緑ある豊かな小国・アルデラ王国。しかし、聞こえはいいが実際には観光業しか収入源がない貧乏小国であった。
アルデラ王国の第一王子であるマーシュはこの状況を打開すべく、隣国であり科学で文明開化した大国・ユリネラ王国の第二王子レイノルと、妹のローズマリー姫の縁談を勝手に決めてしまう。
それを知ったローズマリー姫は激怒し、レイノル王子との縁談を破談にするためにメイドになりすましてユリネラ王国に潜入するのだが・・・。

## 登場人物

### アルデラ王国
ローズマリー
16歳→18歳　緑豊かな小国アルデラ王国の第一王女で、ヒロイン。通称はマリー。
王女だが、あまりお姫様扱いされていない人。兄・マーシュに言わせると『無鉄砲』。特技はメイドで健康的生活を心がけている。
アルデラ王家は勤労王家なので、よくメイド姿でアルデラ城の庭で観光客にパンを売るアルバイトをしている。
マーシュ
19歳→21歳　アルデラ王国の第一王子で、ローズマリーの兄。策士にしてこの物語の仕掛け人。
普段は街の観光ガイドをしつつ、営業・視察と言って各国へ訪れ、外交の仕事もこなす。
密かに各国で知られている人。
ローゼル
20歳→22歳　マーシュの親友で腹心の外交官。信頼されているらしく、色々秘密を知っている。
特技は変装。
キノ
22歳→24歳   幼い頃よりマーシュ・ローズマリー兄妹に仕えるメイド。特にローズマリーにとっては姉のような存在である。
10歳からメイド見習いをしているベテラン。

### ユリネラ王国
レイノル
17歳→19歳　科学大国ユリネラ王国の第二王子。真面目でマイペース。そして素直で天然。香草が苦手。
ユリネラ都市計画の研究所に勤務するが、ほぼ城内の自身の住居棟で仕事をしている。
ローズマリーの兄・マーシュに言わせると『優秀だが世間知らず』。
グレイル
20歳→22歳　ユリネラ王国の第一王子で、レイノルの兄。ユリネラの公的行事に王子としてたずさわっている。
裏表が激しく、ライバル視しているマーシュの妹のローズマリーにも最初は外面良く接していたが、徐々に本性を見せるようになる。
マーシュと『レイノルとローズマリーの婚約』について賭けをしており、マーシュはレイ二人が互いに『好きになる』方に、婚約に反対のグレイルは『好きにならない』方に賭けていた。
ソフィア
40歳→42歳　ユリネラ王国を治める王妃で、グレイル・レイノル兄弟の母。レイノル曰く『怖いくらい若作り』。
多忙な王に代わって王宮を仕切っている。この人も策士。お后試験でローズマリーを試す。
リリ
16歳→18歳　グレイル・レイノル兄弟の親戚で、グレイルの后候補。
グレイルの冷たい部分を知っているのに、彼の別の一面を知っているのか優しくて好きだという。グレイルの一番の味方。
ミリア
19歳→21歳　レイノルに仕えているメイド。時間通りに働き、余計な仕事はしないと割り切ってる人。
メイドとしてレイノルの偵察に来たローズマリーと親しくなる。
トルク
年齢不明　グレイルの事務官。レイノルのアルデラ訪問の監視役として一緒にアルデラに訪れる。

### デュラス王国
メイリーナ
11→13歳。学問の国デュラス王国の王女。
物語っぽいロマンスに憧れる夢見る女の子。年の離れた兄がいる。
クールな人が好みで『知的で冷静、人付き合いもあまりしない』という噂のレイノルに憧れる。ローズマリーとの婚約が納得できず、レイノルのアルデラ訪問時にメイドに変装して会いに来る。
本人曰く「実際に会ってみて、レイノルよりマーシュの方が好みのタイプ」。

### リーリフ王国
ユノス
17歳→19歳　芸術の国リーリフ王国の王子。祖母がアルデラ出身で、幼い頃からよく祖母に連れられてアルデラを訪れていた。
マーシュ・ローズマリー兄妹とは幼馴染で遠い親戚の関係。特技はピアノでとてもうまい。
ローズマリーのことが好きで、レイノルとの婚約を知り、レイノルのアルデラ訪問時に会いに来る。自称いじめっ子。
ピアノはあくまでも趣味の範疇で、専門は建築関係。

### カルス王国
エルーカ
20歳。商業大国カルス王国の第二王女。
ユリネラのグレイル王子との縁談が持ち上がり、以前から慕っていたマーシュに会いにアルデラを訪れる。
物語中で策士のマーシュに唯一完全勝利を収めた人物。
カルスでは天然で大人しい『理想のお姫様』を演じていたが、実は前向きでしっかりちゃっかりしてる。年の離れた姉がいる。

## 既刊情報
花とゆめCOMICS 白泉社
1. 2002年5月10日 ISBN 4-592-17023-7 同時収録「声の魔法」
2. 2002年10月10日 ISBN 4-592-17489-5 同時収録「迷子の行方」「気になる条件」
3. 2003年6月10日 ISBN 4-592-17490-9

## 余談
- 文化放送のラジオ番組「子安☆私市の花ゆめチックにLaLaしましょ」のリスナー参加のミニコーナーで、使用された事がある。